# Philippe Soupault
Philippe Soupault, född 2 augusti 1897 i Chaville, Hauts-de-Seine, död 12 mars 1990 i Paris, var en fransk poet och romanförfattare, förknippad med såväl den franska dadaismen som den efterföljande surrealismen.  

## Liv och verk
Philippe Soupault debuterade 20 år gammal med diktsamlingen Aquarium (1917). Han blev aktiv inom den franska dadaismen efter första världskriget i Paris och startade tillsammans med André Breton och Louis Aragon den dadaistiskt präglade tidskriften Littérature 1919. Där tryckte han tillsammans med Breton de första automatiskt skrivna texterna, kallade Les champs magnétiques. Soupault omnämndes och citerades av Breton på mer än ett ställe i Surrealismens manifest (1924). Han tillhörde också den skara – bland andra Artaud, Desnos och Vitrac – som avfärdades av Breton senare i Surrealismens andra manifest (1929). 
Soupaults roman Sista nätterna i Paris (1928) räknas som en klassiker inom surrealismen. Han tolkade även William Blake till franska och utgav en essä om honom, där han menade att Blake förebådade den litterära surrealismen. Vid sidan av sitt författarskap var Philippe Soupault även verksam som bland annat chef för radiostationen Radio Tunis från starten 1938 och fram till 1940, då han häktades av den tyskvänliga Vichyregimen men lyckades fly till Alger. Härifrån emigrerade han till USA, där han kom att undervisa vid Swarthmore College strax söder om Philadelphia. Efter andra världskriget återvände han till Frankrike i oktober 1945. 
År 1957 skrev han librettot till Germaine Tailleferres opera La Petite Sirène, baserad på Hans Christian Andersens saga Den lilla sjöjungfrun. Detta verk sändes i den franska Radio National 1959.
Philippe Soupault är begravd på Montmartrekyrkogården i Paris. 
Ett par av hans dikter tolkades till svenska av Johannes Edfelt som bidrag till antologin Marmor och törne (1949). Några av de automatiskt frambringade "magnetiska fälten" från 1920 är översatta i Ingemar Johanssons antologi Dada (1985).

## Verkförteckning (urval)
- Aquarium, dikter (1917)
- Rose des vents,[2] dikter (1919)
- Les Champs magnétiques, dikter, i samarbete med André Breton (1920)
- L’Invitation au suicide, självbiografi (1921)
- Westwego,[2]. dikter (1922)
- Le Bon Apôtre, roman (1923)
- Les Frères Durandeau, roman (1924)
- Georgia, dikter (1926)
- Le Nègre, roman (1927)
- Les Dernières Nuits de Paris, roman (1928)
  - Sista nätterna i Paris, översättning och efterord av Hans Johansson (Malmö: Pequod Press, 2016)
- William Blake, essä (1928)
- Le Grand Homme, roman (1929)
- Les Moribonds, roman (1934)
- Il y a un océan, dikter (1936)
- Odes à Londres bombardée, dikter (1944)
- Le Temps des assassins, fortsatt självbiografi (1945)
- Odes, dikter (1946)
- L’Arme secrète, dikter (1946)
- Message de l'île déserte, dikter (1947)
- Chansons, dikter (1949)
- Sans phrases, dikter (1953)
- Arc-en-ciel, dikter (1979)
- Mémoires de l’oubli, tre delar, självbiografi (1981–1997)
- Poèmes retrouvés, dikter (1982)